# Застава Парагваја
Застава Парагваја је јединствена застава у свету јер има различите грбове на лицу и наличју заставе. 
Застава је тробојка црвене, беле и плаве боје. На средини беле пруге се налази грб. Са једне стране је грб Парагваја који се састоји од два концентрична круга у којим се налази жута звезда петокрака око које је зелена гранчица а изнад стоје речи REPUBLICA DEL PARAGUAY (шпански Република Парагвај). Са наличја се налази грб државне благајне који се састоји од два концентрична круга у којима је жути лав испод црвене капе слободе и речи Paz y Justicia (мир и правда) док се на врху као и на претходном грбу налазе речи Република Парагвај. 